# EFL 트로피
EFL 트로피(EFL Trophy)는 잉글랜드의 축구 대회로 EFL 리그 1(3부 리그)과 EFL 리그 2(4부 리그)의 팀이 참가하는 컵 대회이다. 몇몇 시즌에는 내셔널리그의 상위권팀이 참가하기도 했다. 1992년까지 리그 트로피의 공식 명칭은 어소시에이트 멤버스 컵(Associate Members' Cup)이었다. 1984년부터 네이밍 스폰서에 따라 대회 명칭이 달라졌는데 2023년부터의 공식 명칭은 브리스틀 스트리트 모터스 트로피(Bristol Street Motors Trophy)이다.

## 구조
EFL 트로피는 2015-16 시즌까지 EFL 리그 1과 EFL 리그 2에 소속된 팀만이 참가했다. 그리고 2006-07 시즌부터는 지역별로 녹아웃방식을 도입하여 대회를 진행한다. 결승전은 전통적으로 웸블리 경기장에서 열린다. 2001년부터 2007년까지는 밀레니엄 경기장에서 열렸었다.
2016-17 시즌서부터는 기존의 EFL 리그 1과 EFL 리그 2 외에 EFL에 소속된 팀의 23세 이하팀이 참가하게 된다.

## 명칭
공식 명칭은 후원사의 변화에 따라 계속적으로 바뀌어갔다.
- 어소시에이트 멤버스 컵 (Associate Members' Cup) - 1983~1984 (1992년까지 후원사가 없을 때의 공식 명칭)
- 프레이트 로버 트로피 (Freight Rover Trophy) - 1984~1987
- 셰르파 밴 트로피 (Sherpa Van Trophy) - 1987~1989
- 레이랜드 DAF 컵 (Leyland DAF Cup) - 1989~1991
- 오토글래스 트로피 (Autoglass Trophy) - 1991~1994
- 오토 윈드스크린 실드 (Auto Windscreens Shield) - 1994~2000
- LDV 밴스 트로피 (LDV Vans Trophy) - 2000~2006
- 풋볼 리그 트로피 (Football League Trophy) - 2006 결승전
- 존스톤즈 페인트 트로피 (Johnstone's Paint Trophy) - 2006~2016
- 체커트레이드 트로피 (Checkatrade Trophy) - 2016~2019
- 리싱닷컴 트로피 (Leasing.com Trophy) - 2019~2020
- 파파존스 트로피 (Papa John's Trophy) - 2020~2023
- 브리스틀 스트리트 모터스 트로피 (Bristol Street Motors Trophy) - 2023~2026

## 우승 팀
| #  | 클럽                  | 우승                 | 준우승                     |
| -- | --------------------- | -------------------- | -------------------------- |
| 1  | 브리스틀 시티         | 3 (1986, 2003, 2015) | 2 (1987, 2000)             |
| 1  | 피터버러 유나이티드   | 3 (2014, 2024, 2025) |                            |
| 3  | 칼라일 유나이티드     | 2 (1997, 2011)       | 4 (1995, 2003, 2006, 2010) |
| 3  | 볼턴 원더러스         | 2 (1989, 2023)       | 1 (1986)                   |
| 3  | 버밍엄 시티           | 2 (1991, 1995)       | 1 (2025)                   |
| 3  | 로더럼 유나이티드     | 2 (1996, 2022)       |                            |
| 3  | 스완지 시티           | 2 (1994, 2006)       |                            |
| 3  | 블랙풀                | 2 (2002, 2004)       |                            |
| 3  | 포트 베일             | 2 (1993, 2001)       |                            |
| 3  | 스토크 시티           | 2 (1992, 2000)       |                            |
| 3  | 위건 애슬레틱         | 2 (1985, 1999)       |                            |
| 12 | 트랜미어 로버스       | 1 (1990)             | 2 (1991, 2021)             |
| 12 | 본머스                | 1 (1984)             | 1 (1998)                   |
| 12 | 포츠머스              | 1 (2019)             | 1 (2020)                   |
| 12 | 링컨 시티             | 1 (2018)             | 1 (1983)                   |
| 12 | 체스터필드            | 1 (2012)             | 1 (2014)                   |
| 12 | 그림스비 타운         | 1 (1998)             | 1 (2008)                   |
| 12 | 선덜랜드              | 1 (2022)             | 1 (2019)                   |
| 12 | 솔퍼드 시티           | 1 (2020)             |                            |
| 12 | 코번트리 시티         | 1 (2017)             |                            |
| 12 | 반즐리                | 1 (2016)             |                            |
| 12 | 크루 알렉산드라       | 1 (2013)             |                            |
| 12 | 사우샘프턴            | 1 (2010)             |                            |
| 12 | 루턴 타운             | 1 (2009)             |                            |
| 12 | 밀턴킨즈 던스         | 1 (2008)             |                            |
| 12 | 동커스터 로버스       | 1 (2007)             |                            |
| 12 | 렉섬                  | 1 (2005)             |                            |
| 12 | 울버햄프턴 원더러스   | 1 (1988)             |                            |
| 12 | 맨스필드 타운         | 1 (1987)             |                            |
| 30 | 사우스엔드 유나이티드 |                      | 3 (2004, 2005, 2013)       |
| 30 | 브렌트퍼드            |                      | 3 (1985, 2001, 2011)       |
| 30 | 슈루즈버리 타운       |                      | 2 (1996, 2018)             |
| 30 | 옥스퍼드 유나이티드   |                      | 2 (2016, 2017)             |
| 30 | 브리스틀 로버스       |                      | 2 (1990, 2007)             |
| 30 | 스톡포트 카운티       |                      | 2 (1992, 1993)             |
| 30 | 플리머스              |                      | 1 (2023)                   |
| 30 | 서턴 유나이티드       |                      | 1 (2022)                   |
| 30 | 월솔                  |                      | 1 (2015)                   |
| 30 | 스윈던 타운           |                      | 1 (2012)                   |
| 30 | 스컨소프 유나이티드   |                      | 1 (2009)                   |
| 30 | 케임브리지 유나이티드 |                      | 1 (2002)                   |
| 30 | 밀월                  |                      | 1 (1999)                   |
| 30 | 콜체스터 유나이티드   |                      | 1 (1997)                   |
| 30 | 허더즈필드 타운       |                      | 1 (1994)                   |
| 30 | 토키 유나이티드       |                      | 1 (1989)                   |
| 30 | 번리                  |                      | 1 (1988)                   |
| 30 | 헐 시티               |                      | 1 (1984)                   |